# Dĩ An (phường)
Dĩ An là phường của Thành phố Hồ Chí Minh, Việt Nam.

## Địa lý
Phường Dĩ An có vị trí địa lý:
- Phía đông giáp phường Tân Đông Hiệp và phường Đông Hòa
- Phía tây giáp thành phố Thuận An
- Phía nam giáp Thành phố Hồ Chí Minh và phường An Bình
- Phía bắc giáp phường Tân Đông Hiệp.

Phường Dĩ An có diện tích 10,40 km², dân số năm 2021 là 115.150 người, mật độ dân số đạt 11.073 người/km².
Phường Dĩ An là trung tâm văn hóa - chính trị của thành phố, nơi đặt trụ sở của nhiều cơ quan hành chính quan trọng như Ủy ban Nhân dân, Hội đồng nhân dân, Tòa án Nhân dân.

## Lịch sử
Phường Dĩ An trước đây là một phần xã An Bình, huyện Dĩ An.
Tháng 3 năm 1977, huyện Dĩ An hợp nhất với huyện Lái Thiêu thành huyện Thuận An, xã An Bình thuộc huyện Thuận An.
Ngày 29 tháng 8 năm 1994, xã An Bình giải thể để thành lập thị trấn Dĩ An.
Ngày 23 tháng 7 năm 1999, Chính phủ Nghị định số 58/1999/NĐ-CP. Theo đó:
- Tái lập huyện Dĩ An trên cơ sở một phần diện tích và dân số của huyện Thuận An, thị trấn Dĩ An trở thành huyện lỵ huyện Dĩ An
- Điều chỉnh 101 ha diện tích tự nhiên và 2.780 người của xã Tân Đông Hiệp về thị trấn Dĩ An quản lý
- Thành lập xã An Bình trên cơ sở 319 ha diện tích tự nhiên và 5.350 người của thị trấn Dĩ An.

Sau khi điều chỉnh, thị trấn Dĩ An có 1.049 ha diện tích tự nhiên, dân số là 24.116 người.
Ngày 13 tháng 1 năm 2011, Chính phủ ban hành Nghị quyết số 04/NQ-CP về việc thành lập hai thị xã Dĩ An và Thuận An thuộc tỉnh Bình Dương. Theo đó, thành lập phường Dĩ An thuộc thị xã Dĩ An trên cơ sở toàn bộ diện tích và dân số của thị trấn Dĩ An.
Sau khi thành lập, phường Dĩ An có 1.044 ha diện tích tự nhiên, dân số là 73.732 người.

## Hành chính
Phường Dĩ An được chia thành 9 khu phố: Bình Minh 1, Bình Minh 2, Đông Tân, Nhị Đồng 1, Nhị Đồng 2, Thắng Lợi 1, Thắng Lợi 2, Thống Nhất 1, Thống Nhất 2.